# Der Stralsunder
Der Stralsunder ist ein Fahrgastschiff mit Heimathafen Wolgast.
Es wurde 1957 auf der Volkswerft Stralsund gebaut und teilweise mit Spendengeldern der Stralsunder Bürger finanziert. Das Schiff diente von 1957 bis 1991 als Personenfähre von Stralsund nach Altefähr auf Rügen im Dienste des VEB „Weiße Flotte Stralsund“. Nach der Wiedervereinigung wurde das Schiff von der Sund- und Boddenreederei Stralsund betrieben. „Der Stralsunder“ feierte 2007 sein 50-jähriges Bestehen in seinem damaligen Heimathafen Stralsund. Im Jahr 2009 wurde das Schiff von der Wolgaster Personenschifffahrt Harald Bork gekauft. Von Wolgast aus werden Rundfahrten auf Achtwasser und Peenestrom angeboten.
Seit 2012 hat die Wolgaster Personenschifffahrt die beliebte Usedomer Steilküstenfahrt angeboten.
Im Dezember 2020 wurde das Schiff verkauft. Ab 2021 wird es von der Fahrgastschifffahrt Lademann Mos betrieben.
Der Stralsunder ist 25,4 Meter lang, 5,4 Meter breit und hat einen Tiefgang von 1,35 Meter. Der Rumpf des Schiffes ist in 16 Querschotten aufgeteilt. Mit einem Schiffsdieselmotor vom Typ 4 NVD 24 erreicht das Schiff 7,5 Knoten.